# Sanctuaire national du Canada
Un sanctuaire national du Canada (en anglais : National Shrine of Canada) est un sanctuaire national — un lieu de pèlerinage bien établi de l'Église catholique — désigné par la Conférence des évêques catholiques du Canada. Il y a en 2021 six sanctuaires nationaux au Canada, dont quatre sont situés au Québec, un au Manitoba et un en Ontario.

## Liste
| Sanctuaire                                       | Image | Ville                  | Province | Adresse                   | Coordonnées                  |
| ------------------------------------------------ | ----- | ---------------------- | -------- | ------------------------- | ---------------------------- |
| Oratoire Saint-Joseph du Mont-Royal              |       | Montréal               | Québec   | 3600, chemin Queen-Mary   | 45° 29′ 38″ N, 73° 37′ 12″ O |
| Basilique Sainte-Anne-de-Beaupré                 |       | Sainte-Anne-de-Beaupré | Québec   | 10018, avenue Royale      | 47° 01′ 27″ N, 70° 55′ 42″ O |
| Sanctuaire Notre-Dame-du-Cap                     |       | Trois-Rivières         | Québec   | 626, rue Notre-Dame Est   | 46° 22′ 05″ N, 72° 29′ 51″ O |
| Ermitage Saint-Antoine de Lac-Bouchette          |       | Lac-Bouchette          | Québec   | 250, route de l'Ermitage  | 48° 16′ 19″ N, 72° 11′ 31″ O |
| Sanctuaire de l'Évêque-Velychkovsky-Martyr       |       | Winnipeg               | Manitoba | 250, avenue Jefferson     | 49° 56′ 03″ N, 97° 07′ 20″ O |
| Sanctuaire national des saints martyrs canadiens |       | Midland                | Ontario  | 16162, autoroute 12 Ouest | 44° 44′ 12″ N, 78° 50′ 31″ O |